# Distrikt Carhuapampa
Der Distrikt Carhuapampa liegt in der Provinz Ocros in der Region Ancash in West-Peru. Der Distrikt wurde am 30. September 1941 gegründet. Er hat eine Fläche von 107 km². Beim Zensus 2017 wurden 498 Einwohner gezählt. Im Jahr 1993 betrug die Einwohnerzahl 552, im Jahr 2007 752. Die Distriktverwaltung befindet sich in der 2228 m hoch gelegenen Ortschaft Aco mit 280 Einwohnern (Stand 2017). Aco liegt 20 km südöstlich der Provinzhauptstadt Ocros. Neben Aco gibt es im Distrikt noch die Ortschaft Pimachi.

## Geographische Lage
Der Distrikt Carhuapampa liegt in der peruanischen Westkordillere im Südosten der Provinz Ocros. Der Río Pativilca fließt entlang der östlichen und südlichen Distriktgrenze.
Der Distrikt Carhuapampa grenzt im Westen an den Distrikt Acas, im Norden an den Distrikt San Cristóbal de Raján, im Osten an den Distrikt Mangas (Provinz Bolognesi), im Südosten an den Distrikt Huancapón sowie im Süden an den Distrikt Manás (die beiden letztgenannten Distrikte liegen in der Provinz Cajatambo).